# 北鈴蘭台駅
北鈴蘭台駅（きたすずらんだいえき）は、兵庫県神戸市北区甲栄台四丁目にある神戸電鉄有馬線の駅。駅番号はKB07。標高346 mに位置する。
神鉄グループが開発した｢神鉄北鈴蘭台ニュータウン｣のアクセス駅として、1970年（昭和45年）の同ニュータウンの入居開始にあわせて新規開設された。
全種別停車駅であるが、ホーム有効長が4両編成までしか対応していないため、阪神・淡路大震災直後に運行した谷上駅行き5両編成列車は通過した。
駅前では再開発事業により、駅前広場の整備とマンションの建設が行われ、マンションは2022年3月に竣工した。

## 歴史
- 1970年（昭和45年）4月6日：有馬線の鈴蘭台 - 山の街間に新設開業[1]。
- 1980年（昭和55年）9月：駅舎改築[1]。
- 1981年（昭和56年）10月：2階建ての駅ビル竣工[1]。
- 1994年（平成6年）10月：エレベーターの設置等のバリアフリー化[1]。

## 駅構造
相対式ホーム2面2線を持つ橋上駅。駅舎、ホームともに掘割部分にあるため、改札・コンコースが地下1階、ホームが地下2階となっている。改札外に売店（セブンイレブン）あり。
現在のような駅構造になったのは1980年で、それ以前は地上に小さな駅舎があり、ホームへは階段と跨線橋を通っていくようになっていた。

### のりば
| 乗り場 | 路線   | 方向 | 行先               |
| ------ | ------ | ---- | ------------------ |
| 1      | 有馬線 | 下り | 有馬温泉・三田方面 |
| 2      | 有馬線 | 上り | 新開地方面         |

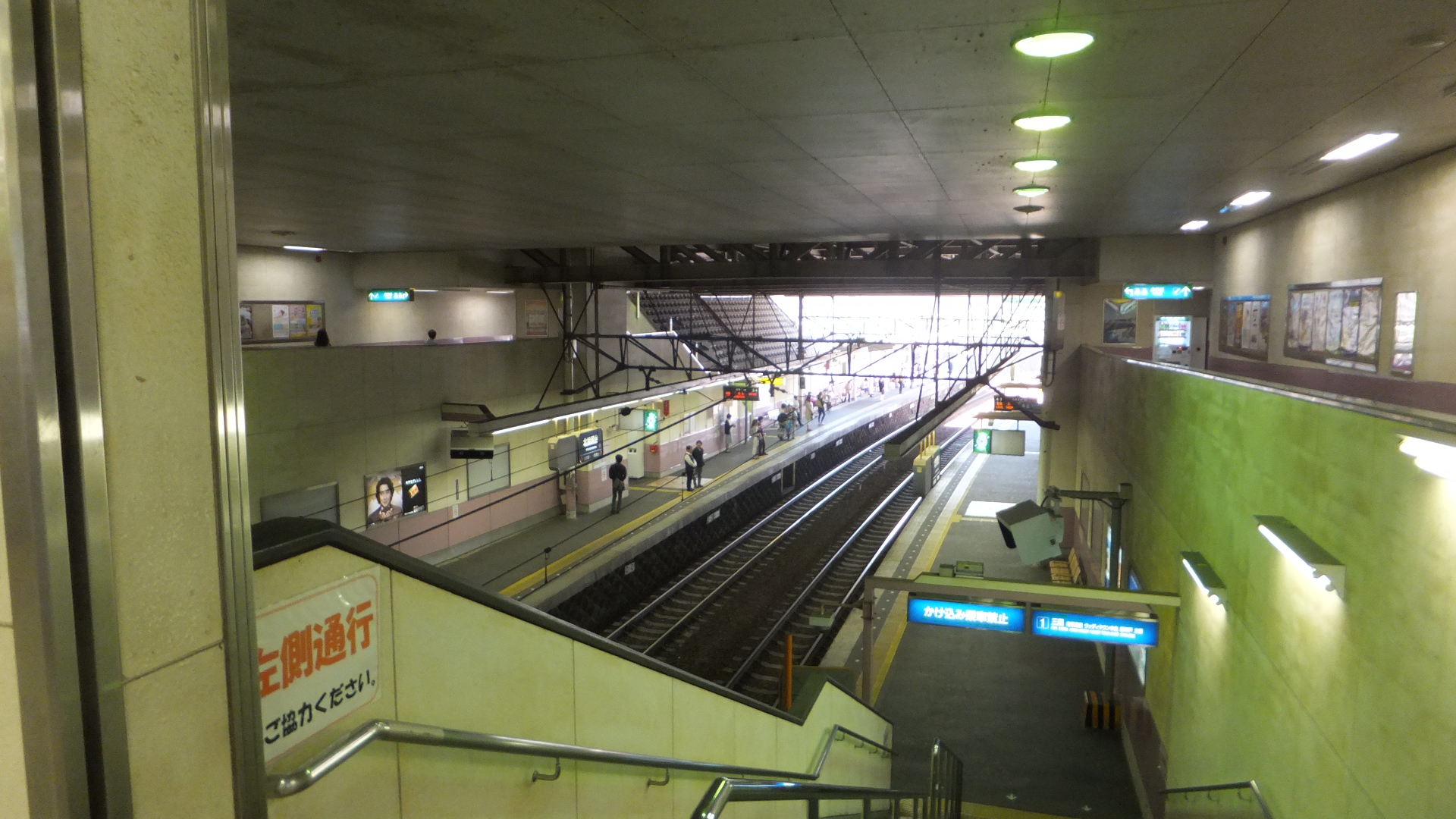
プラットホーム
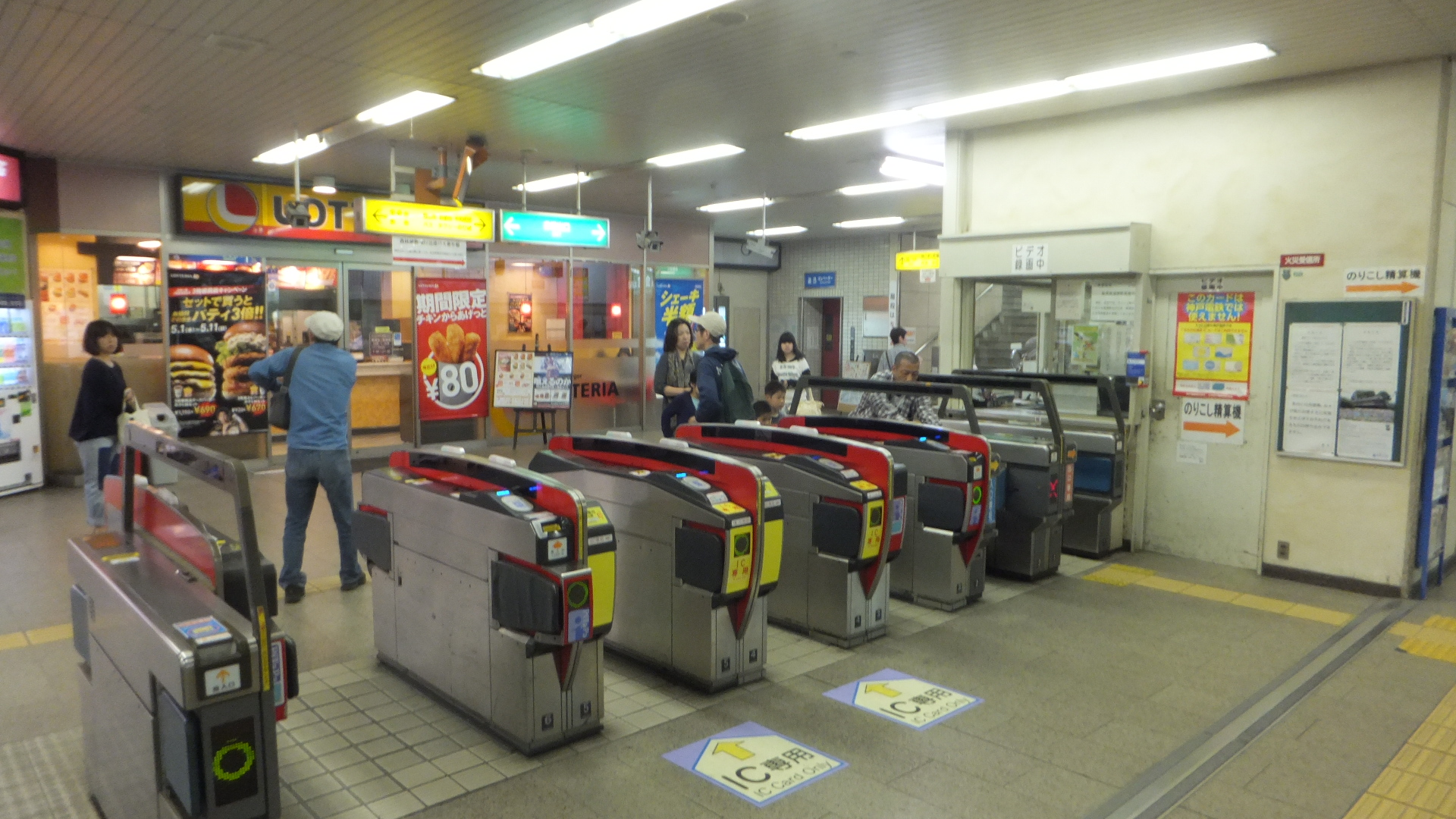
改札口。改札外のロッテリアは閉店し、2023年6月現在は跡地はセブンイレブンである
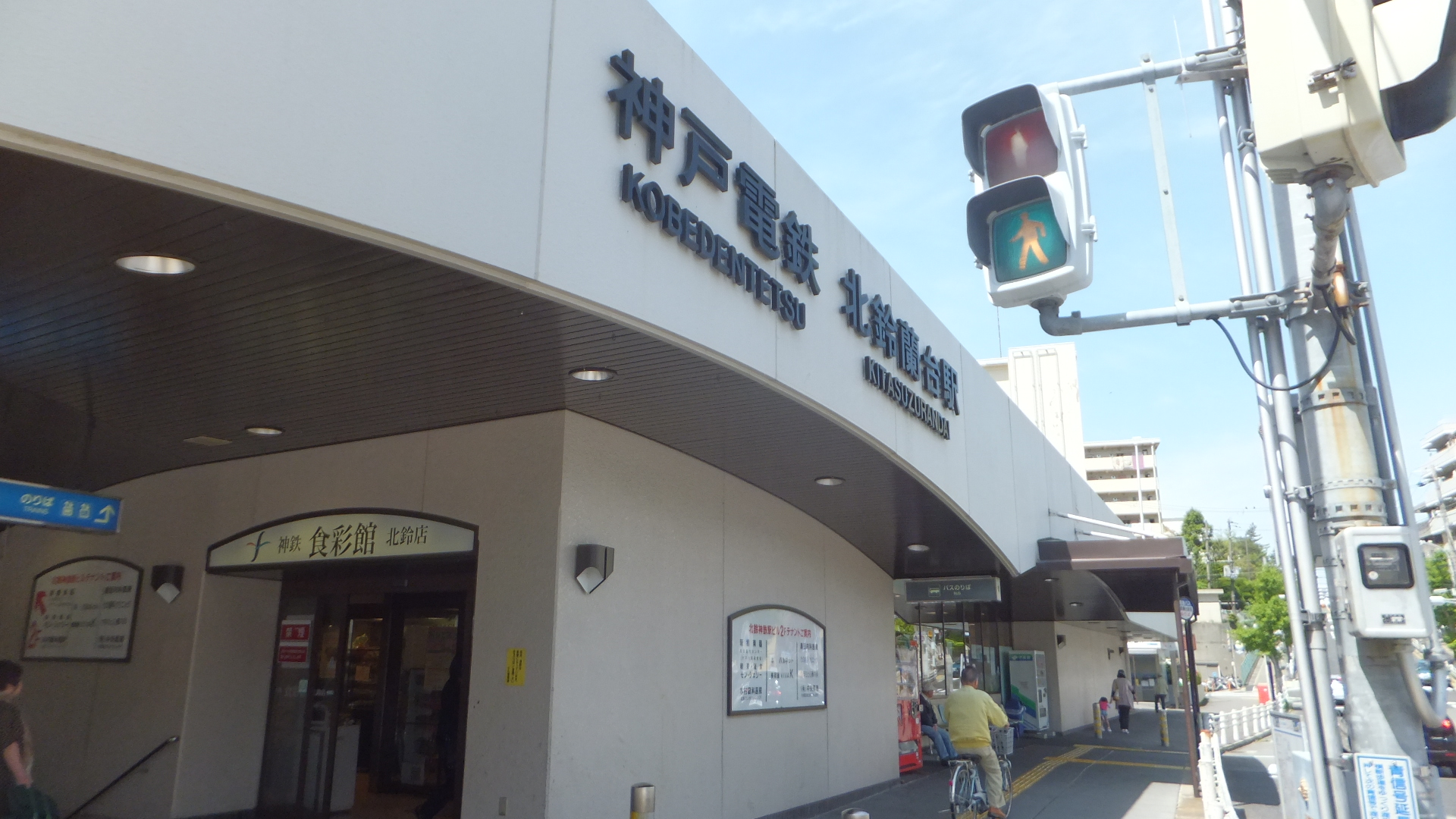
駅名版

## ダイヤ
上下とも、毎時4本が発車する。

## 利用状況
近年の1日平均乗車人員は下表のとおりである。
| 年度               | 1日平均 乗車人員 |
| ------------------ | ---------------- |
| 2007年（平成19年） | 7,164            |
| 2008年（平成20年） | 7,090            |
| 2009年（平成21年） | 6,912            |
| 2010年（平成22年） | 6,712            |
| 2011年（平成23年） | 6,563            |
| 2012年（平成24年） | 6,449            |
| 2013年（平成25年） | 6,129            |
| 2014年（平成26年） | 6,101            |
| 2015年（平成27年） | 6,178            |
| 2016年（平成28年） | 6,203            |
| 2017年（平成29年） | 6,107            |
| 2018年（平成30年） | 6,000            |
| 2019年（令和元年） | 5,880            |
| 2020年（令和02年） | 5,036            |
| 2021年（令和03年） | 5,140            |
| 2022年（令和04年） | 5,400            |

## 駅周辺
当駅の標高は有馬温泉駅（標高357m）、大池駅（標高350m）に次いで3番目だが、上位2駅が地平駅であるのに対して当駅は掘割駅であり、駅前広場付近の標高は有馬温泉駅に匹敵する。当駅は有馬道（国道428号）の小部峠の西に位置しており、神戸市のニュータウンの中でも当駅周辺のニュータウンは標高が高く、当駅の西に位置する泉台には標高が400mを超える箇所もある。
- アトラス神戸北鈴蘭台[4]
  - コープ北鈴蘭台（コープこうべ） - 1階に併設
- タクシー乗り場（神鉄タクシー）
- 神戸北鈴蘭台郵便局[5]
- りそな銀行北鈴蘭台支店（元・福徳相互銀行の店舗）
- 三井住友銀行北鈴蘭台駅前出張所  - ※2021年3月22日より、北鈴蘭台支店が鈴蘭台支店（鈴蘭台駅の近く）内に移転しており、駅ビル内にATMを新設。
- 神戸北警察署
- 神戸弘陵学園高等学校[5]
- 兵庫県立神戸甲北高等学校
- 兵庫県立神戸特別支援学校
- 神戸市立桜の宮小学校
- 神戸市立桜の宮中学校
- 神鉄食彩館（神戸電鉄直営のスーパー）
- 地域医療機能推進機構神戸中央病院
- 春日病院

## バス路線
| 停留所名                 | 運行事業者 | 路線名・系統・行先                                                      |
| ------------------------ | ---------- | ----------------------------------------------------------------------- |
| 北鈴蘭台駅前             | 阪急バス   | - 19系統： 泉台7丁目 / 筑紫が丘5丁目 - 20系統：泉台7丁目 / （惣山循環） |
| 森林植物園送迎バスのりば |            | - 神戸市立森林植物園無料送迎バス：森林植物園                            |

## 隣の駅
神戸電鉄
■有馬線
■特快速・■急行・■準急・■普通（特快速は新開地行のみ運転）
鈴蘭台駅 (KB06) - 北鈴蘭台駅 (KB07) - 山の街駅 (KB08)